# Emmanuel Ihemeje
Chiebuka Emmanuel Ihemeje (* 9. Oktober 1998 in Carrara) ist ein italienischer Leichtathlet nigerianischer Herkunft, der sich auf den Dreisprung spezialisiert hat.

## Leben
Emmanuel Ihemeje wurde als Sohn nigerianischer Eltern in Carrara geboren und wuchs anschließend in Verdellino auf. Zunächst startete er hauptsächlich in den Sprintdisziplinen für den Atletica Cento Torri Pavia, wo er unter der Anleitung von Paolo Brambilla trainierte. Ihemmeje besuchte die Cento Torri-Schule in Padua und nahm nach dem Abschluss ein Studium an der University of Oregon in den USA auf, wo er seitdem für deren Sportteam, den Oregon Ducks, im Rahmen der College-Meisterschaften an den Start geht.

## Sportliche Laufbahn
Ihemeje sammelte 2014 erste internationale Wettkampferfahrung, in erster Linie im 400-Meter- und im 400-Meter-Hürdenlauf. Im Juni gewann er die Silbermedaille über 400 Meter Hürden bei den Italienischen U18-Meisterschaften. 2015 gewann er, ebenfalls die Silbermedaille, bei den U18-Hallenmeisterschaften Italiens über 400 Meter. Später gewann er Bronze im 400-Meter-Hürdenlauf bei den gleichen Meisterschaften. 2016 belegte er im Hürdenlauf den siebten Platz bei den Italienischen U20-Meisterschaften. 2017 stieg er auf den Dreisprung um. Im Februar gewann er zunächst die Bronzemedaille bei den nationalen U20-Meisterschaften. Später folgte im Juni die Silbermedaille bei U20-Freiluftmeisterschaften, im Juli belegte er den neunten Platz bei den Italienischen Meisterschaften der Erwachsenen. Er qualifizierte sich für die U20-Europameisterschaften in der Heimat und zog mit neuer Bestleistung von 16,13 m in das Finale ein, in dem er schließlich den sechsten Platz belegte. 2019 steigerte er sich auf 16,28 m und belegte zudem den sechsten Platz bei den Italienischen Meisterschaften. Anschließend verbrachte er die nächsten zwei Jahre, zusammen mit seinem Trainer Brambilla, in Frankreich. 2021 trat Ihemeje in seinen ersten Wettkämpfen in den USA an. Im März sprang er in Arkansas auf 17,26 m und siegte damit bei den College-Hallenmeisterschaften (NCAA). Damit rückte er auf den vierten Platz der Italienischen Allzeitbestenliste in der Halle vor und erfüllte zudem die Qualifikationsnorm für die Olympischen Sommerspiele in Tokio. Im Juni verbesserte er sich in Eugene auf eine Freiluftbestweite von 17,14 m. In Tokio erreichte er mit einer Weite von 16,88 m das Finale. Darin konnte er sich nicht steigern und belegte mit 16,52 m den vorletzten Platz unter den zwölf Finalteilnehmern.
2022 qualifizierte sich Ihemeje für seine ersten Weltmeisterschaften. In Eugene, dem Ort an dem einen Monat vor den Weltmeisterschaften mit 17,14 m eine neue Bestweite aufstellte, konnte er direkt in sein erstes WM-Finale einziehen. Darin steigerte er sich unter irregulären Windverhältnissen auf 17,17 m, womit er den fünften Platz belegte. Einen Monat später trat er in München bei den Europameisterschaften an. In der Qualifikation steigerte er seine Bestweite auf 17,20 m und zog damit in das Finale ein. Darin blieb er anschließend allerdings deutlich hinter seiner Qualifikationsweite zurück und wurde am Ende Neunter. Auch 2023 nahm er in Budapest wieder an den Weltmeisterschaften teil. Wieder erreichte er das Finale, in dem er diesmal den achten Platz belegte. 2024 belegte Ihemeje bei den Hallenweltmeisterschaften in Glasgow den fünften Platz.

## Wichtige Wettbewerbe
| Jahr                | Veranstaltung             | Ort                 | Platz               | Disziplin           | Weite               |
| Startet für Italien | Startet für Italien       | Startet für Italien | Startet für Italien | Startet für Italien | Startet für Italien |
| ------------------- | ------------------------- | ------------------- | ------------------- | ------------------- | ------------------- |
| 2017                | U20-Europameisterschaften | Grosseto            | 6.                  | Dreisprung          | 15,84 m             |
| 2021                | Olympische Sommerspiele   | Tokio               | 11.                 | Dreisprung          | 16,52 m             |
| 2022                | Weltmeisterschaften       | Eugene              | 5.                  | Dreisprung          | 17,17 m             |
| 2022                | Europameisterschaften     | München             | 9.                  | Dreisprung          | 16,55 m             |
| 2023                | Weltmeisterschaften       | Budapest            | 8.                  | Dreisprung          | 16,91 m             |
| 2024                | Hallenweltmeisterschaften | Glasgow             | 5.                  | Dreisprung          | 16,90 m             |

## Persönliche Bestleistungen
Freiluft
- Dreisprung: 17,29 m, 15. April 2023, Walnut

Halle
- Dreisprung: 17,26 m, 13. März 2021, Fayetteville